# Sztefan Szpirovszki
Sztefan Szpirovszki (cirill betűkkel: Стефан Спировски; Bitola, 1990. augusztus 23. –) macedón válogatott labdarúgó, az Etnikósz játékosa.

## Pályafutása

### Klubcsapatokban
Szpirovszki a Peliszter csapatánál kezdte meg profi labdarúgó-pályafutását, ahol 2007-ben mutatkozott be a felnőttek között. Két és fél szezont követően légiósnak állt és a szerb Borac Čačak labdarúgója lett. 2010. március 20-án mutatkozott be a szerb élvonalban, a Jagodina elleni 1-0-s győzelem alkalmával, mindjárt győztes góllal. 2012. május 16-án a kezdőcsapat tagjaként lépett pályára a Szerb Kupa döntőjében, csapata azonban 2-0-ra kikapott a Crvena zvezdától. A 2011-12-es szezont követően hazaigazolt a Rabotnicski csapatához. A szezon első felében kilenc bajnokin egy gólt szerzett, majd visszatért a Borac Čačakhoz. Minden tétmérkőzést figyelembe véve a szerb csapatnál négy év alatt 60 találkozón szerepelt és két gólt szerzett.
2014. január 26-án aláírt a bolgár Beroe Sztara Zagora együtteséhez. Február 23-án mutatkozott be új csapatában, a Litex Lovecs elleni bajnokin, első gólját pedig május 7-én lőtte a Beroenek szabadrúgásból. Első fél szezonjában tíz bajnokin egy találatot szerzett, a következő bajnoki idényben pedig kilenc alkalommal kapott lehetőséget a téli szünetig, de szerződését akkor felbontották.
2015. december 23-án kétéves szerződést írt alá a Vardar csapatával, ahol a 8-as mezszámot kapta. A szkopjei csapattal két bajnoki címet szerzett. A 2016–2017-es macedón bajnokság legjobbjának választották.
2017. augusztus 28-án írt alá a Ferencvároshoz. A 2017-2018-as szezonban 25 mérkőzésen kétszer volt eredményes a bajnokságban. Alapembernek számított a Ferencvárosban, azonban 2018 novemberében egy Liectenstein elleni válogatott mérkőzésen súlyos térdsérülést szenvedett. 2019 januárjában a lengyel Lech Poznań érdeklődött utána. Elhúzódó sérülése miatt a bajnoki címet hozó 2018-2019-es szezonban összesen 18 tétmérkőzésen szerepelt, ebből a bajnokságban 14 mérkőzésen 2 gólt szerzett. Végül kilenc hónapos kihagyást követően a 2019–2020-as bajnokság 4. fordulójában, a Puskás Akadémia ellen léphetett ismét pályára. Gólt szerzett a találkozón, de csapata 4-1-es vereséget szenvedett.
2019. szeptember 12-én az izraeli Hapóél Tel-Aviv csapatéhoz szerződött, ahonnan 2020 áprilisában közös megegyezéssel távozott. 2020 júniusában a ciprusi AÉK Lárnakasz játékosa lett. 2021. szeptember 23-án egy évre aláírt az ukrán Mariupol csapatához. Két nappal később góllal mutatkozott be az Olekszandrija elleni bajnoki mérkőzésen. 2022. január 4-én a magyar MTK Budapest bejelentette szerződtetését. 
2022. szeptember 2-án a Pjunik szerződtette. 2023. június 16-án bejelentette távozását a klub. Július 5-én az Etnikósz csapata egyéves szerződést kötött vele.

### A válogatottban
Szpirovszki 2006-os bemutatkozása után végigjárta a macedón korosztályos válogatottakat, szerepelt az U17-es, az U19-es és az U21-es nemzeti csapatban is. A felnőttek között 2011 augusztusában kapott először lehetőséget Azerbajdzsán ellen.

## Góljai a macedón válogatottban
| #  | Dátum             | Ellenfél         | Eredmény | Kiírás              | Esemény |
| -- | ----------------- | ---------------- | -------- | ------------------- | ------- |
| 1. | 2017. március 28. | Fehéroroszország | 3 – 0    | barátságos mérkőzés | 40' 77' |

## Sikerei, díjai

### Klub
Borac Čačak
- Szerb Kupa
  - Döntős: 2011–2012

 Vardar
- Macedón bajnokság
  - Bajnok: 2014–2015, 2015–2016, 2016–2017
- Macedón szuperkupa
  - Győztes: 2015

 Ferencvárosi TC
- Magyar bajnoki ezüstérmes: 2017–2018
- Magyar bajnok: 2018–2019,[27] 2019–2020[28]

### Egyéni
- A 2016–17-es macedón bajnokság legjobb játékosa[29]